# Чемпионат Европы по автогонкам

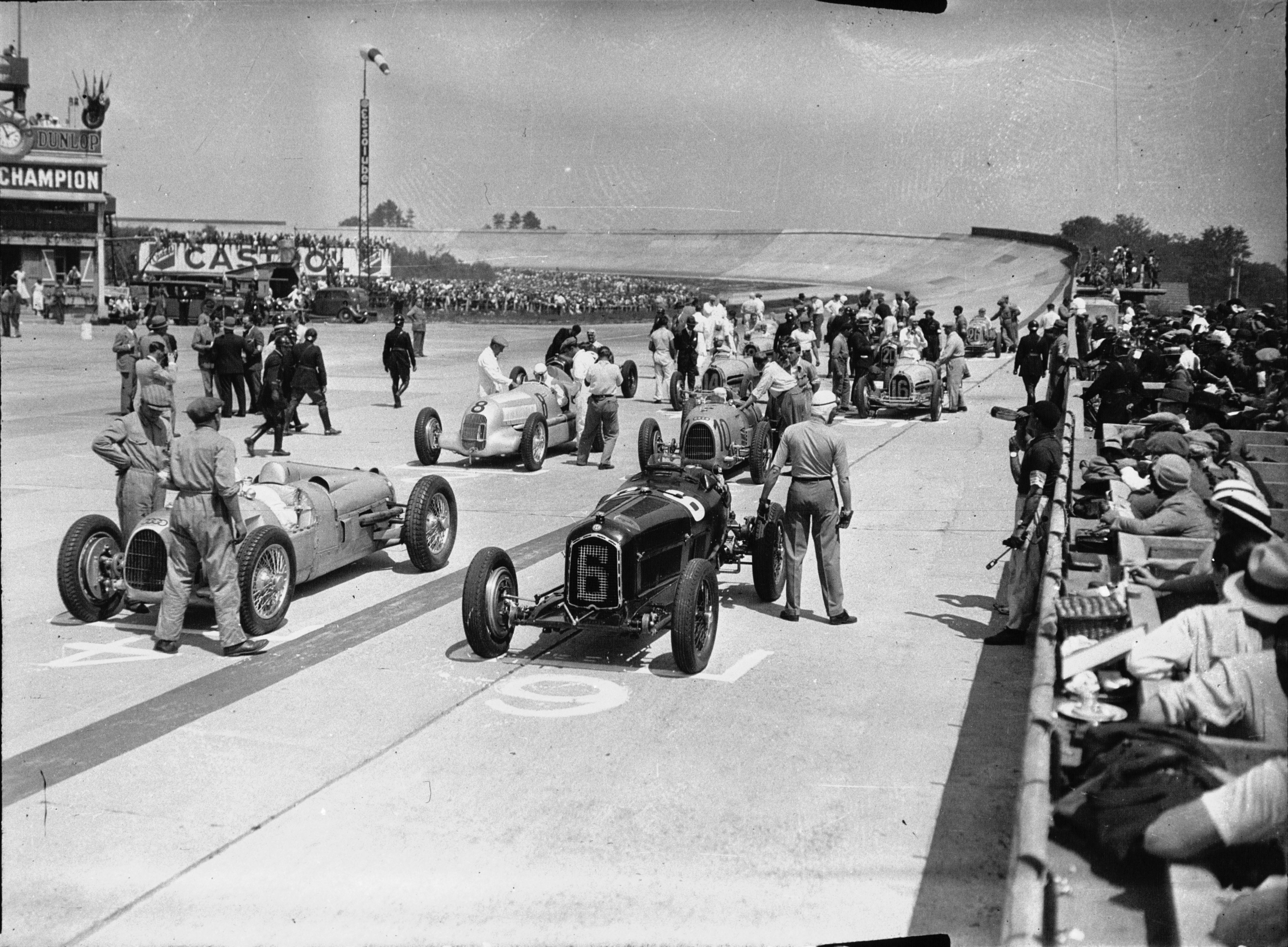
Гран-при Франции 1934 года

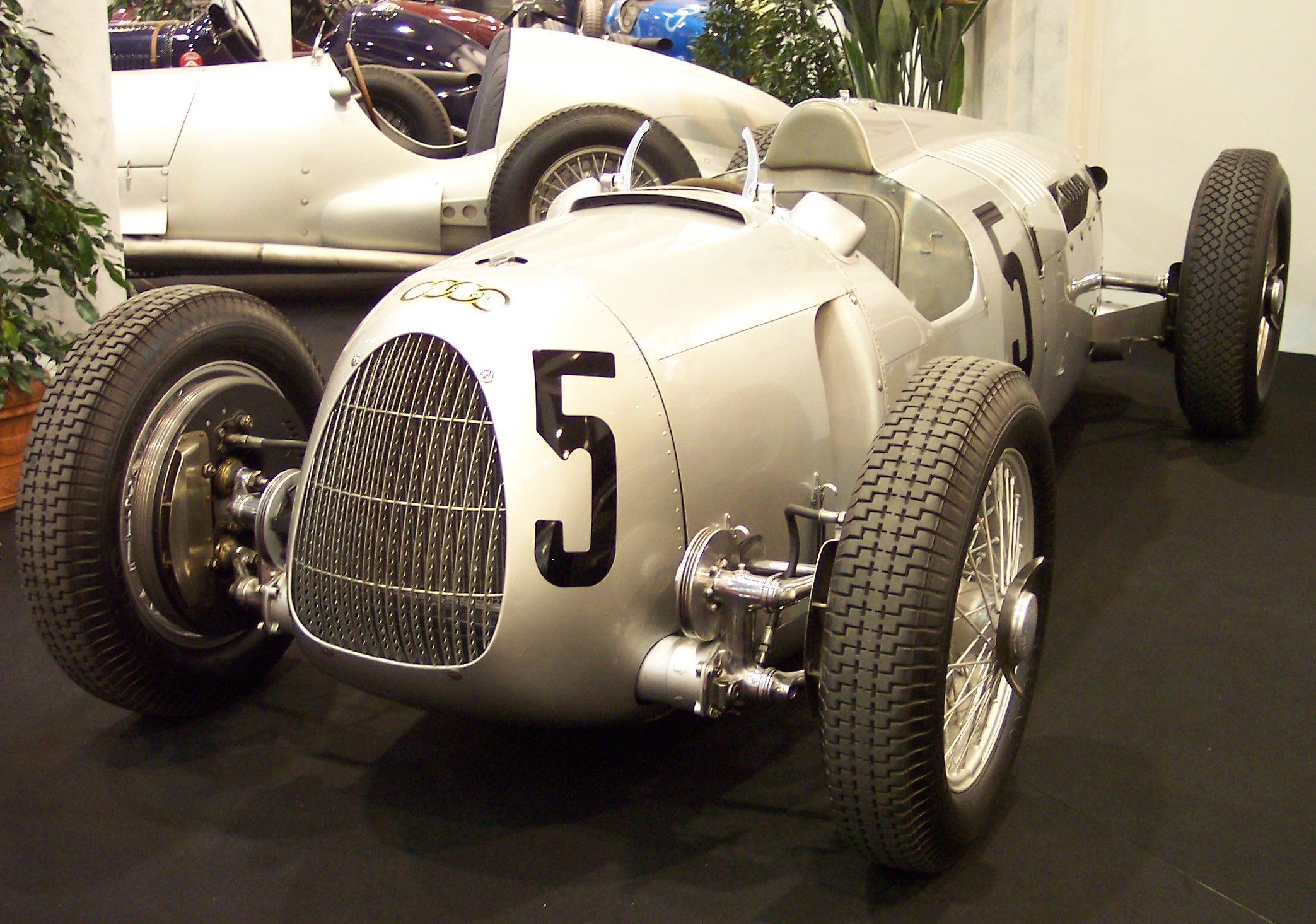
Auto Union Typ C в экспозиции автовыставки в Эссене (2006)

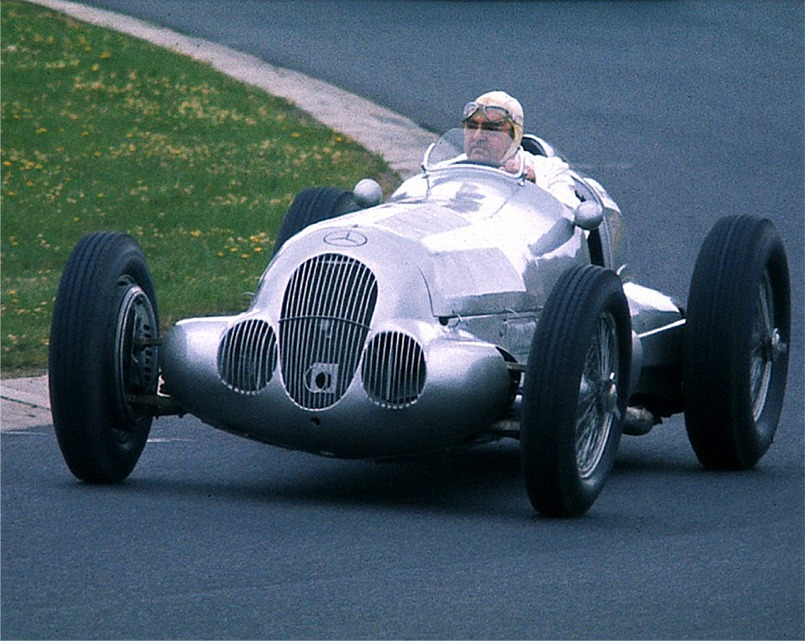
«Серебряная стрела» «Мерседес-Бенц» (W125) на гоночной трассе (1937)

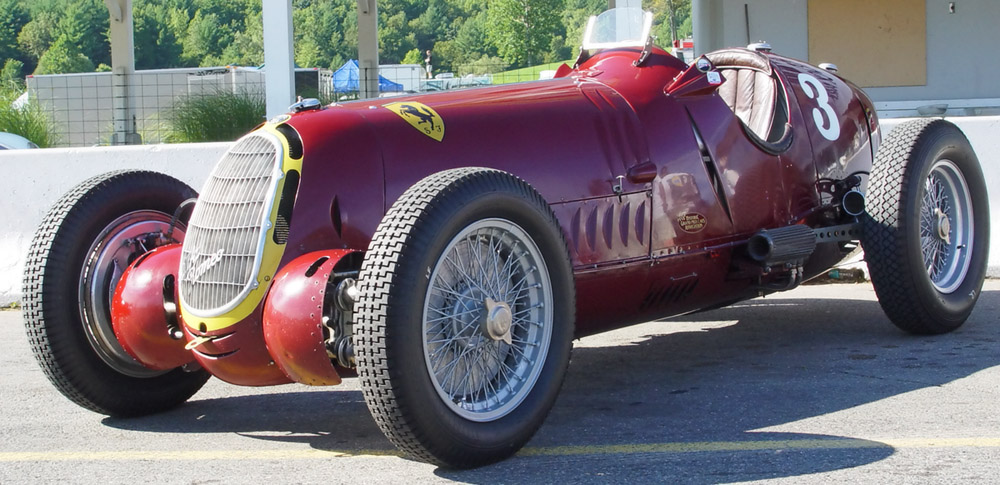
Alfa Romeo Tipo C (8C-35) команды Scuderia Ferrari

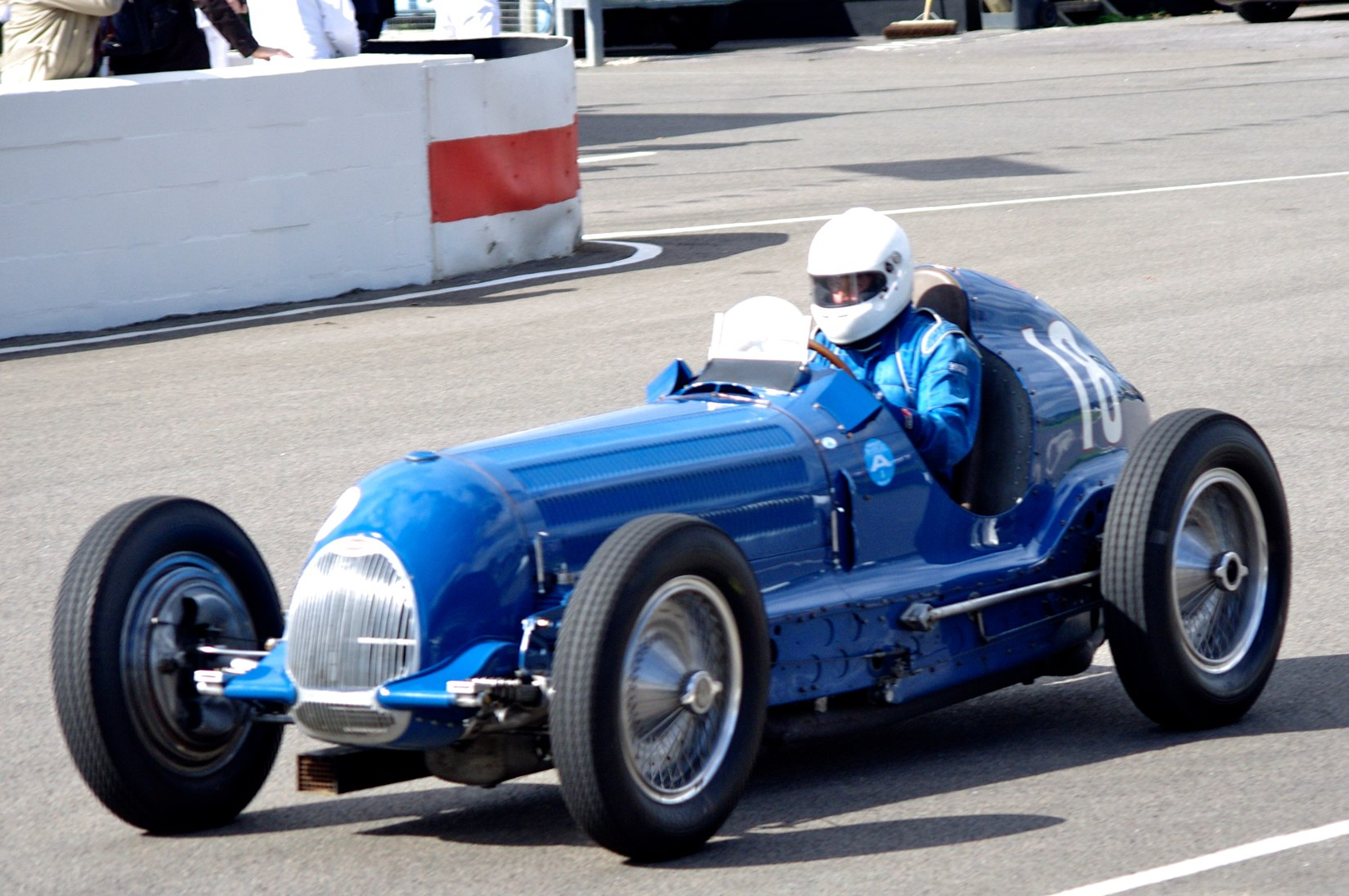
Bugatti Type 59 50B III на Goodwood Revival (2012)

Чемпионат Европы для гонщиков Гран-при был сильнейшим автоспортивным чемпионатом Старого Света до появления чемпионата мира Формулы-1 в 1950 году. Он проводился с 1931 по 1939 годы с перерывом в 1933—1934 гг. и основывался на результатах гонок Гран-при, так называемых Больших гонок (фр. Grandes Épreuves — основной зачёт, главное состязание), по одной для каждой страны. Чемпионат проводился под эгидой AIACR.
Чемпионат Европы 1930-х годов стал преемником докризисного Чемпионата мира автоконструкторов, проводившегося в 1925—1930 гг. под эгидой AIACR.

## История
В сезоне 1935 года в зачёт вошло пять гонок: Гран-при Бельгии, Гран-при Германии, Гран-при Италии, Гран-при Испании, а также Гран-при Швейцарии. Отмена Гран-при Франции, важнейшей гонки того времени, была вызвана враждебным отношением к французам со стороны немцев. В 1936 году были исключены бельгийская и испанская гонки, зато добавлен Гран-при Монако. В 1937-м вернули Гран-при Бельгии. В 1938-м Гран-при Монако был отменён, а Гран-при Бельгии стал гонкой спортпрототипов. Также в 1938 году в чемпионат впервые были включены Гран-при Франции и был возвращён Гран-при Италии. В 1939 году чемпионат прошёл в последний раз, прекратившись в связи с началом Второй мировой войны и разрывом спортивных связей в Европе. AIACR не опубликовала официальные результаты, однако корпсфюрер NSKK Адольф Хюнляйн объявил Германа Ланга чемпионом Европы. Однако это противоречит официальной системе подсчёта очков, по которой чемпионом должен был стать Герман-Пауль Мюллер. С 1935 по 1939 годы гонки со статусом "Гран-при" проводились не только на Европейском континенте и в Великобритании, но  также и в Аргентине, Бразилии и в США, но ни одна из них в зачёт Чемпионата Европы, естественно, не входила.
В Чемпионате Европы в 1935—1939 гг. доминировали немецкие пилоты и автопроизводители. В результате Чемпионат Европы фактически превратился в инструмент гитлеровской пропаганды, из-за чего у него до сих пор остаётся несколько негативный оттенок.

## Победители гонок чемпионата Европы (1931—1939)
| 1931      | Гран-при Италии 24 мая 1931         | Гран-при Франции 21 июня 1931         | Гран-при Бельгии 12 июля 1931                          |                                    |                                    |                                 |                                   |                         |                         |                         |                         |                         |                         |
| 1931      | Джузеппе Кампари Alfa Corse         | Луи Широн Акилле Варци Usines Bugatti | Уиллиам Гровер-Уиллиамс Каберто Кобелли Usines Bugatti |                                    |                                    |                                 |                                   |                         |                         |                         |                         |                         |                         |
| 1932      | Гран-при Франции 3 июня 1932        | Гран-при Италии 5 июня 1932           | Гран-при Германии 17 июля 1932                         |                                    |                                    |                                 |                                   |                         |                         |                         |                         |                         |                         |
| 1932      | Тацио Нуволари Alfa Corse           | Тацио Нуволари Alfa Corse             | Рудольф Караччола Alfa Corse                           |                                    |                                    |                                 |                                   |                         |                         |                         |                         |                         |                         |
| 1933-1934 | Чемпионат не проводился             | Чемпионат не проводился               | Чемпионат не проводился                                | Чемпионат не проводился            | Чемпионат не проводился            | Чемпионат не проводился         | Чемпионат не проводился           | Чемпионат не проводился | Чемпионат не проводился | Чемпионат не проводился | Чемпионат не проводился | Чемпионат не проводился | Чемпионат не проводился |
| 1935      | Гран-при Монако 22 апреля 1935      | Гран-при Франции 23 июнь 1935         | Гран-при Бельгии 14 июля 1935                          | Гран-при Германии 28 июля 1935     | Гран-при Швейцарии 25 августа 1935 | Гран-при Италии 8 сентября 1935 | Гран-при Испании 22 сентября 1935 |                         |                         |                         |                         |                         |                         |
| 1935      | Луиджи Фаджоли Daimler-Benz AG      | Рудольф Караччола Daimler-Benz AG     | Рудольф Караччола Daimler-Benz AG                      | Тацио Нуволари Alfa Corse          | Рудольф Караччола Daimler-Benz AG  | Ханс Штук Auto Union            | Рудольф Караччола Daimler-Benz AG |                         |                         |                         |                         |                         |                         |
| 1936      | Гран-при Монако 13 апреля 1936      | Гран-при Германии 26 июля 1936        | Гран-при Швейцарии 23 августа 1936                     | Гран-при Италии 13 сентября 1936   |                                    |                                 |                                   |                         |                         |                         |                         |                         |                         |
| 1936      | Рудольф Караччола Daimler-Benz AG   | Бернд Роземайер Auto Union            | Бернд Роземайер Auto Union                             | Бернд Роземайер Auto Union         |                                    |                                 |                                   |                         |                         |                         |                         |                         |                         |
| 1937      | Гран-при Бельгии 11 июля 1937       | Гран-при Германии 25 июля 1937        | Гран-при Монако 8 августа 1937                         | Гран-при Швейцарии 22 августа 1937 | Гран-при Италии 12 сентября 1937   |                                 |                                   |                         |                         |                         |                         |                         |                         |
| 1937      | Рудольф Хассе Auto Union            | Рудольф Караччола Daimler-Benz AG     | Манфред фон Браухич Daimler-Benz AG                    | Рудольф Караччола Daimler-Benz AG  | Рудольф Караччола Daimler-Benz AG  |                                 |                                   |                         |                         |                         |                         |                         |                         |
| 1938      | Гран-при Франции 3 июля 1938        | Гран-при Германии 24 июля 1938        | Гран-при Швейцарии 21 августа 1938                     | Гран-при Италии 11 сентября 1938   |                                    |                                 |                                   |                         |                         |                         |                         |                         |                         |
| 1938      | Манфред фон Браухич Daimler-Benz AG | Ричард Симен Daimler-Benz AG          | Рудольф Караччола Daimler-Benz AG                      | Тацио Нуволари Auto Union          |                                    |                                 |                                   |                         |                         |                         |                         |                         |                         |
| 1939      | Гран-при Бельгии 25 июня 1939       | Гран-при Франции 9 июля 1939          | Гран-при Германии 23 июля 1939                         | Гран-при Швейцарии 25 июля 1939    |                                    |                                 |                                   |                         |                         |                         |                         |                         |                         |
| 1939      | Герман Ланг Daimler-Benz AG         | Герман-Пауль Мюллер Auto Union        | Рудольф Караччола Daimler-Benz AG                      | Герман Ланг Daimler-Benz AG        |                                    |                                 |                                   |                         |                         |                         |                         |                         |                         |

## Чемпионы Европы
- 1931 — Фердинандо Минойя
- 1932 — Тацио Нуволари
- 1933 — чемпионат не проводился
- 1934 — чемпионат не проводился
- 1935 — Рудольф Караччола
- 1936 — Бернд Роземайер
- 1937 — Рудольф Караччола
- 1938 — Рудольф Караччола

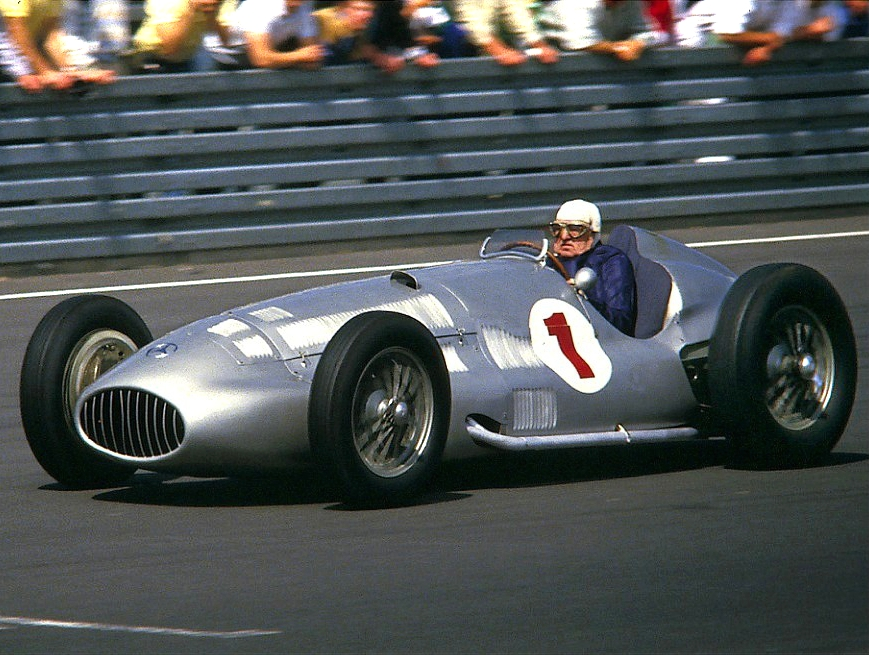
Герман Ланг

- 1939 — Герман-Пауль Мюллер (не признан официально AIARC).

## Система начисления очков
Чемпионат Европы продолжил существовавшую до этого традицию начисления штрафных очков. В отличие от подавляющего большинства современных гоночных серий чемпионом становился гонщик, набравший наименьшее количество очков. В чемпионате присуждались один, два и три очка, соответственно, за первое, второе и третье места. Другие участники гонки получали очки в зависимости от длины пройденной дистанции в каждом конкретном Гран-при. Если пилот прошёл более 75 % гонки, он получал 4 очка, если 50—75 %, то 5 очков, если 25—50 %, то 6 очков. За прохождение менее, чем четверти дистанции гонки, присуждалось 7 очков. Если пилот вовсе не участвовал в гонке (или не стартовал), то он получал 8 очков.
В 1931 году оба гонщика, участвовавшие в гонке на одной машине, получали очки, но при условии, что в гонке на другом автомобиле они не выступали. 

## Регламент

### Свободная формула (1928—1933 года)
Основные требования к автомобилю:
- Кузов — формально двухместный.
- Минимальный вес — 900 кг.
- Прочие технические требования к автомобилям отсутствуют.

Несмотря на отсутствие ограничений в конструкции, у конструкторов того времени не было проверенных идей, как должен быть сделан автомобиль класса Гран-при, а технология металлов не позволяла иметь мощные и надёжные моторы при малом весе машин.
Дистанция национального Гран-при для зачёта в Чемпионат Европы — 10 часов.

### Формула 750 кг (1934—1937 года)
Основные требования к автомобилю:
- Кузов — одноместный.
- Максимальный вес — 750 кг без гонщика, топлива, масла, охлаждающей жидкости и шин.
- Минимальная ширина кузова — 85 см.
- Минимальная высота по сиденье водителя — 25 см.
- Рабочий объём мотора не ограничен, наддув разрешён, топливо любое.

Идея формулы была в том, чтобы используя известные тогда материалы и доступные технологии построить максимально мощную и быструю машину, не превышая верхний лимит веса.
Дистанция национального Гран-при для зачёта в Чемпионат Европы — не менее 500 км (для Гран-при Монако — 100 кругов).

### Трёхлитровая формула (1938—1939 года)
Основные требования к автомобилю:
- Объём безнаддувного мотора — от 1000 до 4500 см³.
- Объём мотора с наддувом — от 666 до 3000 см³.
- Минимальный вес — от 400 кг до 850 кг с колёсами и шинами, но без топлива, масла и охлаждающей жидкости. Конкретный минимальный вес автомобиля рассчитывался по линейной шкале в зависимости от объёма используемого мотора.
- Топливо любое.

Идея формулы была в том, чтобы сделать автомобили менее быстрыми, а их разработку более дешёвой, чтобы привлечь в гонки новые фирмы. Предложенное ещё в 1936 году соотношение объёмов наддувного мотора к безнаддувному как 1:1,3 было повышено до 1:1,5 (3000/4500 см³ для максимальных объёмов), но на деле оказалось, что даже оно не оставляет особых шансов последним. Конструкторы это быстро выяснили опытным путём, и все, кроме французских Delahae и Talbot, создавали моторы с наддувом. 

### Полуторалитровая формула «вуатюретт» (1939 год и далее)
Основные требования к автомобилю:
- Объём наддувного мотора — 1500 см³.

Предполагалось, что данная формула может заменить трёхлитровую с 1940 года. После войны она стала основой для Формулы-1.